# Mycena interrupta
Mycena interrupta ist eine saprobiontische Pilzart aus der Familie der Helmlingsverwandten (Mycenaceae). Im Englischen ist der farbenfrohe, filigrane Blätterpilz unter dem Namen „Pixie’s Parasol“, auf Deutsch „Elfen-Sonnenschirm“, bekannt.

## Merkmale

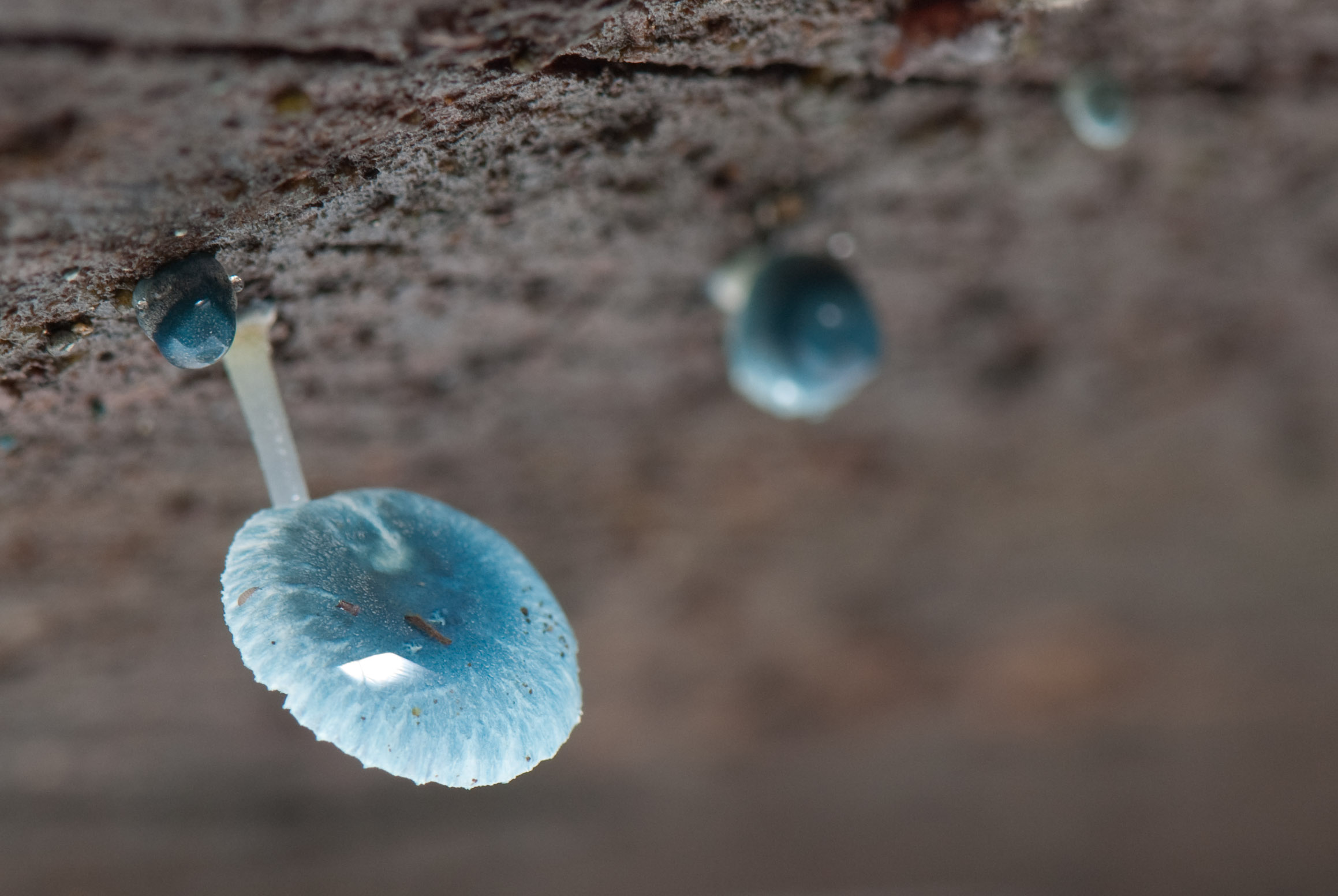
Mycena interrupta an einem Holzblock in East Gippsland

### Makroskopische Merkmale
Der Hut hat einen Durchmesser von 6 mm bis 2 cm und besitzt eine hell leuchtende, türkise Farbe. Jung zunächst kugelig hat er erwachsen eine breite, gewölbte Form mit einer leicht eingedrückten Mitte. Die Oberfläche ist häufig klebrig und wirkt schleimig, insbesondere bei feuchtem Wetter. Das Fleisch ist sehr dünn und bläulich gefärbt. Der Stiel ist 1–2 cm lang und 1–2 mm dick. Er ist weiß, glatt und wie der Postament-Helmling (Mycena stylobates) an der Basis über eine flache, weiße, am Rand blaue, 1–3 mm durchmessende Scheibe mit dem Holzuntergrund verbunden. Die am Stiel angehefteten Lamellen sind weiß und haben blaue Schneiden.
Im Gegensatz zu einigen anderen Helmlingen ist Mycena interrupta nicht biolumineszierend.

### Mikroskopische Merkmale
Die Sporen sind transparent, glatt, elliptisch, haben eine Größe von 7–10 × 4–6 Mikrometer und bilden einen weißen Abdruck.

## Ökologie

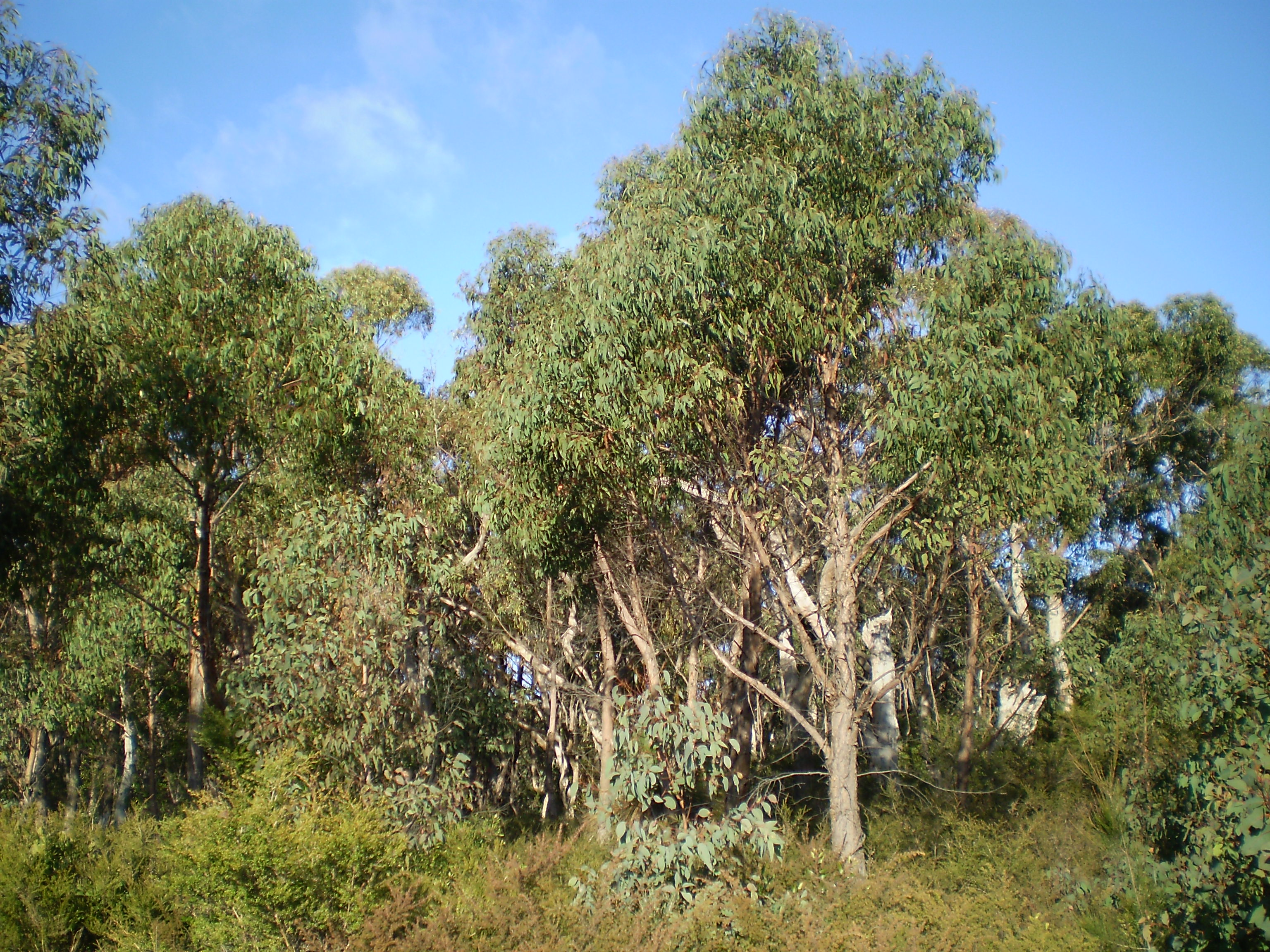
Eukalyptuswald in Australien

Mycena interrupta kommt in kleinen Kolonien auf verrottetem, feuchtem Holz in subtropischen- und gemäßigten Regen- und Feuchtwäldern sowie in Südbuchen- und Eukalyptuswäldern vor. Er wächst oft seitlich aus verrottenden Baumstämmen, so dass sein Stiel gewöhnlich gebogen ist.

## Verbreitung
Die Art hat ein Verbreitungsmuster, das dem Urkontinent Gondwana entspricht und kommt in Australien, Neuseeland, Neu-Kaledonien und Chile vor. In Australien kommt sie in Victoria, Tasmanien, New South Wales, Südaustralien und in Queensland vor, wo sich ihre Verbreitung auf den Lamington National Park beschränkt.